# 卡佩拉迪桑塔纳
卡佩拉迪桑塔纳是巴西南大河州的一个市镇。总面积184.003平方公里，总人口10950人，人口密度59.5人/平方公里。